# Reino do Daomé
O Reino do Daomé foi um reino da África Ocidental localizado no atual Benim que existiu de aproximadamente 1600 até 1904. O Daomé se desenvolveu no Planalto de Abomei entre os Fons no início do século XVII e tornou-se uma potência regional no século 18, expandindo-se para o sul para conquistar cidades-chave como Ajudá, pertencentes ao Reino de Ajudá, na costa atlântica, o que lhe garantiu acesso desimpedido ao comércio triangular tricontinental.
Durante grande parte do século XIX, o Reino do Daomé tornou-se um estado regional chave, depois de acabar com o status de tributário do Império de Oió. Visitantes europeus documentaram extensivamente o reino, e ele se tornou uma das nações africanas mais conhecidas pelos europeus. O Reino do Daomé era uma importante potência regional que tinha uma economia doméstica organizada baseada na conquista e no trabalho escravo, comércio internacional significativo e relações diplomáticas com os europeus, uma administração centralizada, sistemas tributários e um exército organizado. Notáveis no reino foram obras de arte significativas, uma unidade militar exclusivamente feminina chamada ahosi por observadores europeus e as elaboradas práticas religiosas de Vodum.
Na década de 1840, o Daomé começou a enfrentar o declínio com a pressão britânica para abolir o comércio de escravos, que incluiu a Marinha Real Britânica impondo um bloqueio naval contra o reino e impondo patrulhas antiescravistas perto de sua costa. O Daomé também foi enfraquecido depois de não conseguir invadir e capturar escravos em Abeocutá, uma cidade-estado iorubá fundada pelos refugiados do Império de Oió que migravam para o sul. O Daomé mais tarde começou a experimentar disputas territoriais com a França que levaram à Primeira Guerra Franco-Daomeana em 1890, resultando na vitória francesa. O reino finalmente caiu em 1894, quando o último rei, Beanzim, foi derrotado pela França na Segunda Guerra Franco-Daomeana, levando o país a ser anexado à África Ocidental Francesa como a colónia do Daomé francês, ganhando posteriormente a independência em 1960 como a República do Daomé, que mais tarde mudaria seu nome para Benim em 1975.

## Nome
O Reino do Daomé foi conhecido por muitos nomes diferentes e escritos de várias maneiras, incluindo Danxome, Danhome e Fon. O nome fon refere-se ao grupo étnico e linguístico dominante, os fons, das famílias reais do reino e é como o reino se tornou conhecido pelos europeus. Os nomes Daomé, Danxome e Danhome têm uma história de origem semelhante, que a historiadora Edna Bay diz que pode ser uma falsa etimologia.
Conta-se que Dacodonu, considerado o segundo rei da lista de reis modernos, recebeu permissão dos chefes Gedevi, os governantes locais, para se estabelecerem no platô de Abomei. Dacodonu solicitou terras adicionais a um chefe proeminente chamado Dã (ou Da), ao qual o chefe respondeu sarcasticamente "Devo abrir minha barriga e construir uma casa para si?" Por esse insulto, Dacodonu matou Dã e começou a construção de seu palácio no local.

## História
O Reino do Daomé foi estabelecido por volta de 1600 pelos Fons que haviam se estabelecido recentemente na área (ou possivelmente era o resultado de um casamento entre os povos Aja e o Gedevi). O rei fundador do Daomé é frequentemente considerado Uebajá (c. 1645-1685), que construiu os Palácios Reais de Abomei e começou a invadir e ocupar cidades fora do platô de Abomei.

### Período de Agajá (1708–1740)
Agajá, neto de Uebajá, subiu ao trono em 1708 e iniciou uma expansão significativa do Reino do Daomé. Essa expansão foi possível pela força militar superior  do rei Agajá do Daomé. Em contraste com as regiões vizinhas, o reino empregava um exército permanente profissional, com cerca de dez mil soldados. O que os Daomé não tinham em número, compensavam em disciplina e em armas superiores. Em 1724, Agajá conquistou Aladá, a origem da família real de acordo com a tradição oral, e em 1727 conquistou Ajudá. Essa expansão do tamanho do reino, particularmente ao longo da costa atlântica, e do poderio transformaram o Daomé numa potência regional. O resultado foi quase um estado de guerra permanente com o principal estado regional, o Império de Oió, de 1728 a 1740. A guerra resultou em devir o Daomé em estado tributário do Império de Oió.

### Período de Tebessú (1740–1774)
Tebessú reinou de 1740 a 1774. Não era o filho mais velho de Agajá (1718-1740), mas foi seleccionado após a morte de seu pai, depois de vencer uma luta sucessória com um irmão. O rei Agajá havia expandido significativamente o Reino do Daomé durante o seu reinado, conquistando Ajudá em 1727. Isso aumentou o tamanho do reino e aumentou a dissidência doméstica e a oposição regional. Tebessú governou num ponto em que precisava aumentar a sua legitimidade sobre aqueles que havia conquistado recentemente. Como resultado, muitas vezes são atribuídas a Tebessú uma série de mudanças administrativas, a fim de estabelecer a legitimidade do reino. O comércio de escravos aumentou significativamente durante o reinado de Tebessú e começou a fornecer a maior parte da renda para o rei. Além disso, o governo de Tebessú é aquele com o primeiro pojitô (kpojito) significativo ou mãe do leopardo com Huanjile nesse papel. O pojitô tornou-se uma pessoa de destaque na realeza daomeana. Diz-se que Huanjile, em particular, mudou dramaticamente as práticas religiosas do Daomé, criando duas novas divindades e vincando mais a adoração ao rei. De acordo com uma tradição oral, como parte do tributo do Daomé a Oió, Agajá teve que dar a Oió um de seus filhos. A história afirma que apenas Huanjile, de todas as esposas de Agajá, estava disposta a permitir que seu filho fosse para Oió. Esse acto de sacrifício, de acordo com a tradição oral, fez Tebessú ser favorecido por Agajá. O rei teria dito a Tebessú que ele era o futuro monarca, mas seu irmão Zinga ainda era o herdeiro oficial.

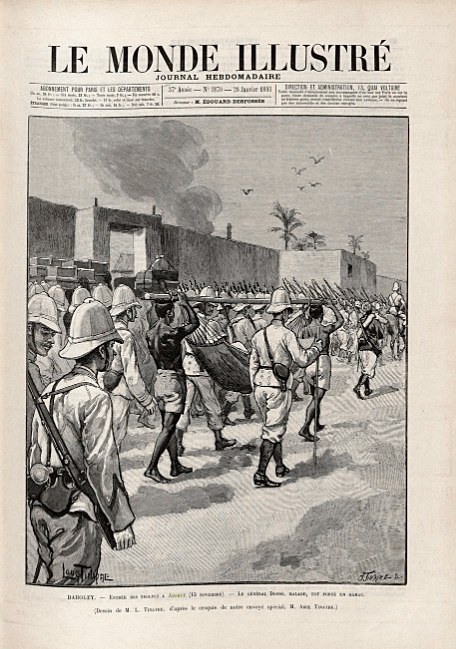
Entrada das tropas francesas a Abomei, ilustrado pelo jornal Le Monde.

### Período de Guezô (1818-1859)
Quando o rei Guezô ascendeu ao trono em 1818, ele se deparou com dois obstáculos imediatos: o Reino do Daomé estava em turbulência política e financeiramente instável. Primeiro, precisava de obter independência política, removendo os tributos que o império iorubá de Oió tinha sobre si desde 1748. Em segundo lugar, precisava de revitalizar a sua economia do. Ambos os objectivos dependiam do comércio de escravos. O rei Guezô llevou a cabo novas estratégias militares, o que lhes permitiu assumir uma posição contra Oió, que era um grande concorrente no comércio de escravos. Guezô regulou também a participação do Daomé no comércio de escravos na costa. Sob seu reinado, os súbditos do Daomé não mais seriam vendidos como escravos, pois estava sob a liderança de seu irmão, Adanuzam. O Daomé concentrar-se-ia em capturar os seus inimigos e negociá-los. O rei Guezô, no entanto, procurou levar seu povo ao comércio de óleo de palma.

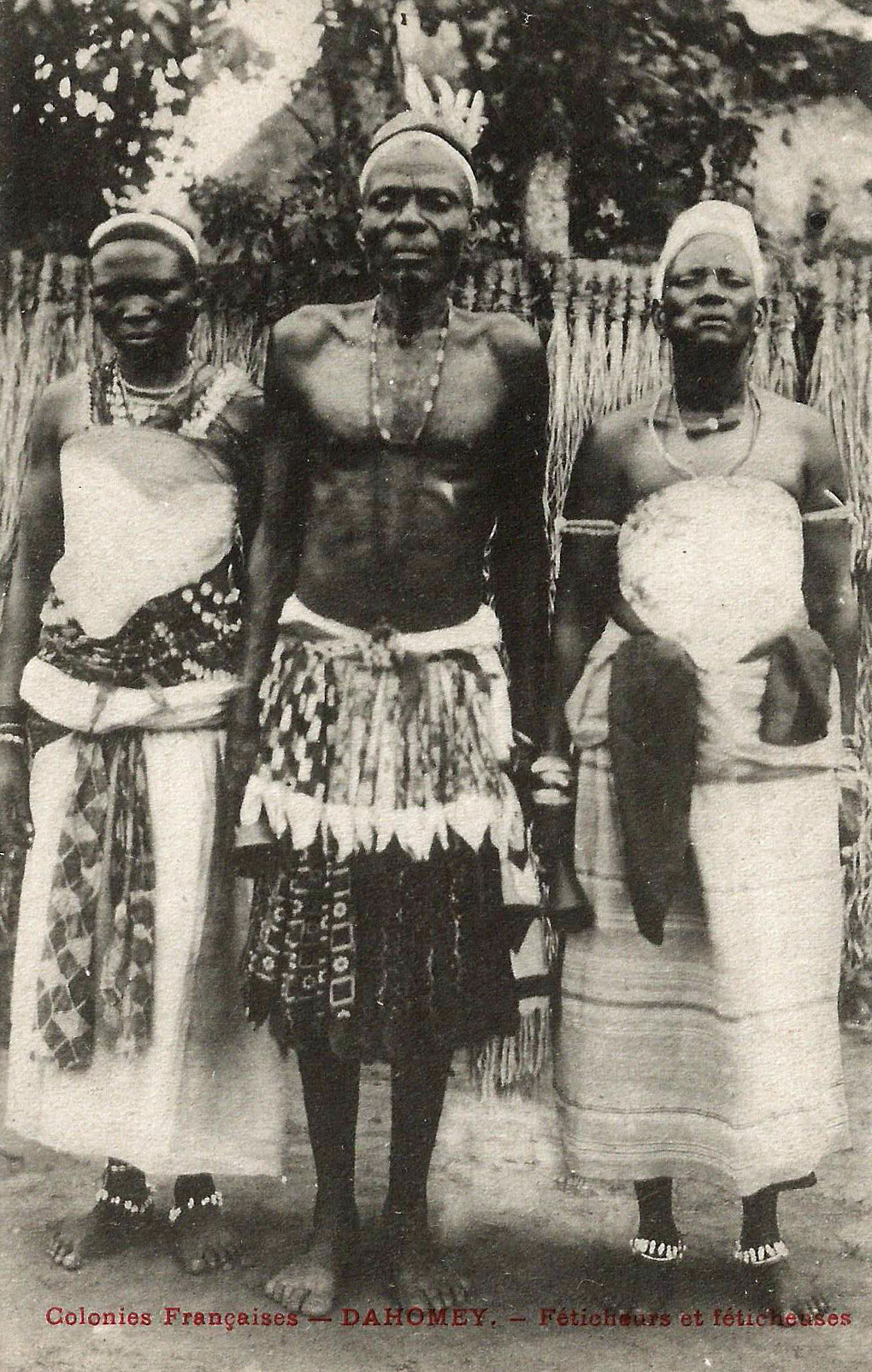
Curandeiros daomeanos. Fotografia por volta de 1900.

O Daomé obteve a vitória e derrubou o Império Oió em 1827. 
Enquanto a demanda de escravos pelo Brasil aumentava em 1830, os britânicos iniciaram uma campanha para abolir o comércio de escravos na África. O governo britânico começou a exercer pressão sobre o rei Guezô na década de 1840 para acabar com o tráfico de escravos no Daomé. O rei Guezô respondeu a esses pedidos enfatizando que não conseguiu acabar com o tráfico de escravos por causa da pressão interna do reino. Explicou-lhes que toda a região se havia tornado dependente do comércio de escravos, e terminá-lo de repente desestabilizaria o reino e levá-lo-ia à anarquia. O rei Guilherme Dappa Pepple do Reino de Ubani e o rei Kosoko de Lagos assumiram a mesma posição em relação aos pedidos britânicos. Em vez disso, o rei Guezô propôs uma expansão do comércio de óleo de palma e a abolição gradual do comércio de escravos.
O reinado do rei Guezô foi marcado por grandes batalhas e mudanças significativas no império, incluindo a elevação dos Ahosi. Essas "amazonas do Daomé" foram fundamentais para a derrota do Império de Oió. O seu reinado também consolidou o Reino do Daomé como um dos mais poderosos reinos africanos que se opôs às tentativas britânicas, com o apoio dos Ebás, de conversão das gentes ao cristianismo e manteve sua religião tradicional, conhecida como Vodum. Aboliu o sacrifício humano de escravos e removeu a pena de morte para certos delitos menores, como o adultério. Apesar da história de brutalidade no reino, o rei Guezô era frequentemente caracterizado como honrado e invencível, até mesmo por seus inimigos. O missionário britânico Thomas Birch Freeman também o descreveu como «um dos homens mais notáveis de sua época, quer o consideremos na sua capacidade particular como homem, ou como guerreiro e estadista».

### Fim do reino

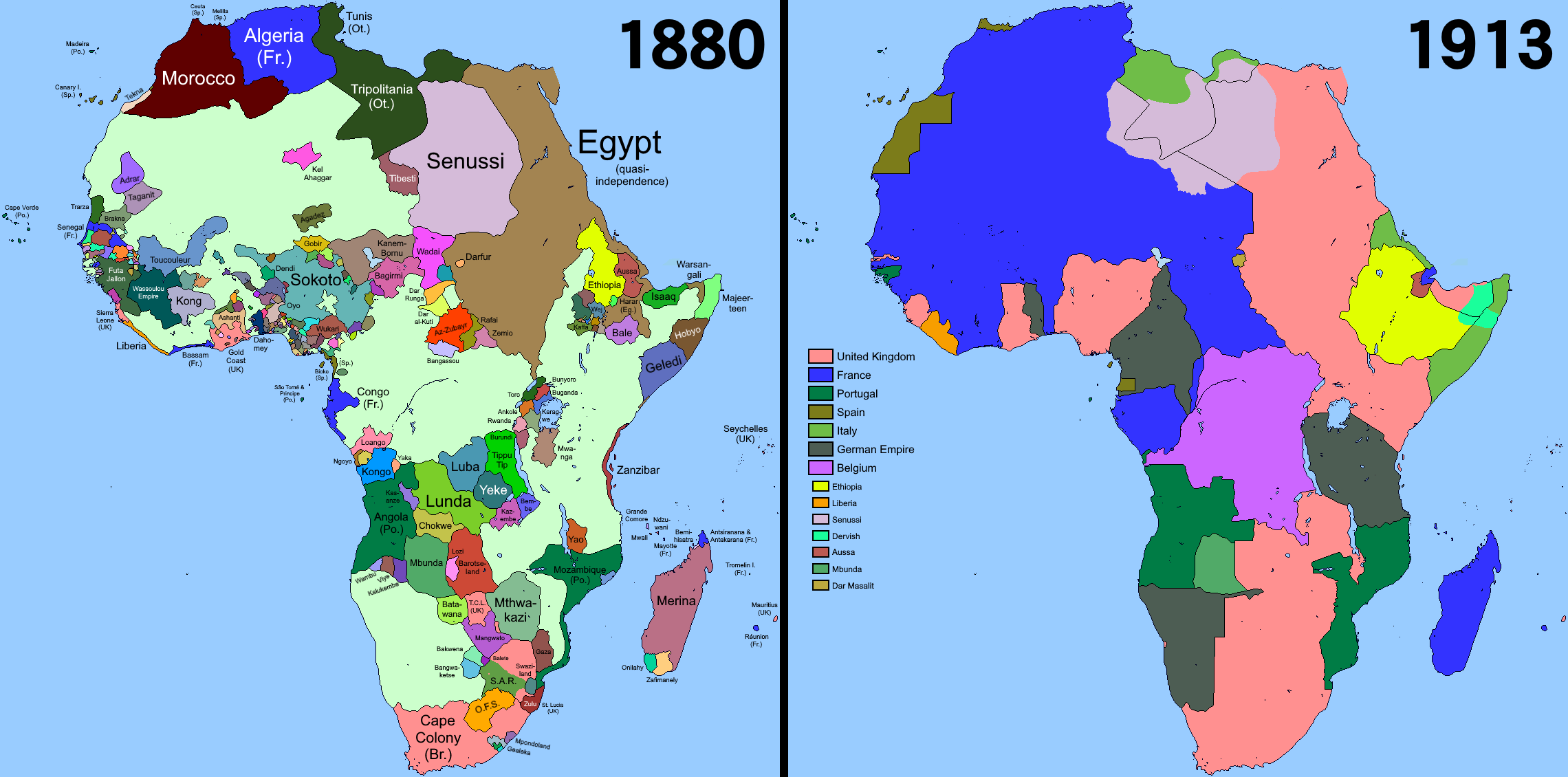
Comparação da África nos anos de 1880 e 1913.

O reino lutou na Primeira Guerra Franco-Daomeana e na Segunda Guerra Franco-Daomeana com a França. O reino foi reduzido e transformado em protetorado francês em 1894.
Em 1904, a área passou a fazer parte de uma colónia francesa, o Daomé francês.
Em 1958, o Daomé francês tornou-se a colónia autónoma chamada República do Daomé e conquistou a independência total em 1960. Declarou-se em 1975 como República Popular do Benim e em 1991 como República do Benim.

### História moderna
Hoje, o reino continua a existir como uma monarquia constituinte localizada no Benim. Os seus governantes não possuem mais nenhum poder oficial sob a constituição do Benim, mas mantêm alguma influência política e económica. Os reis modernos participam de importantes festivais religiosos Voduns e outras cerimónias tradicionais.

## Política
Os primeiros escritos, predominantemente escritos por comerciantes de escravos europeus, frequentemente apresentavam o reino como uma monarquia absoluta liderada por um rei despótico. No entanto, essas representações eram frequentemente apresentadas como argumentos de diferentes lados nos debates sobre o comércio de escravos, principalmente no Reino Unido, e, como tal, provavelmente eram exageros. Trabalhos históricos recentes enfatizaram os limites do poder monárquico no Reino do Daomé. O historiador John C. Yoder, com atenção ao Grande Conselho do reino, argumentou que suas atividades "não implicam que o governo do Daomé seja democrático ou que sua política se aproxime das das monarquias europeias do século XIX. No entanto, tais evidências apoiam a tese de que as decisões governamentais foram moldadas por respostas conscientes às pressões políticas internas, bem como por decretos executivos. " As principais divisões políticas giravam em torno das aldeias com chefes e postos administrativos nomeados pelo rei e agindo como seus representantes para julgar disputas na aldeia.

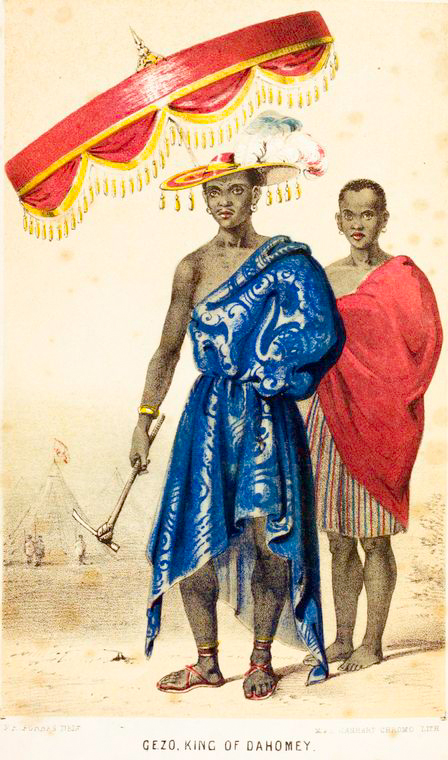
Representação de Guezô juntamente com um servo.

### O rei
O rei do Daomé (arroçu) era o poder soberano do reino. Todos os reis foram reivindicados como parte da dinastia Aladaxonu, alegando descendência da família real em Aladá. Grande parte das regras de sucessão e estruturas administrativas foram criadas cedo por Uebajá, Acabá e Agajá. A sucessão através dos membros masculinos da linhagem era normalmente a norma para o filho mais velho, mas nem sempre. O rei foi escolhido em grande parte por meio de discussão e decisão nas reuniões do Grande Conselho, embora nem sempre tenha sido claro como isso funcionava. O Grande Conselho reunia anualmente uma série de dignitários diferentes de todo o reino para se reunir na Alfândega Anual do Daomé. As discussões seriam longas e incluíam membros, homens e mulheres, de todo o reino. No final das discussões, o rei declararia o consenso para o grupo.

### A corte real
Os cargos-chave na corte do rei incluíam o migan (primeiro-ministro), o mehu (ministro das finanças), o yovogan (espécie de diplomata), o tokpo (ministro da agricultura), o agan (general do exército), o kpojito (ou rainha-mãe) e mais tarde o chacha (ou vice-rei) de Ajudá. Cada um desses cargos ministeriais – que, com exceção do kpojito, eram chefiados por homens – tinha uma contraparte feminina para complementá-los. O migan - uma combinação de mi (nosso) e gan (chefe) - era o principal cónsul do rei, uma figura judicial importante e servia como o principal carrasco. O mehu era igualmente um importante oficial administrativo que administrava os palácios e os assuntos da família real, questões económicas e as áreas ao sul de Aladá (tornando a posição chave para o contato com os europeus).

## Relações exteriores
As relações entre Daomé e outros países eram complexas e fortemente impactadas pelo comércio transatlântico de escravos.

### Iorubás
O Império de Oió se envolveu em conflitos frequentes com o Reino do Daomé e Daomé tornou-se tributário do Oió de 1732 a 1823. A cidade-estado de Porto-Novo, sob a proteção de Oió, e Daomé tiveram uma rivalidade de longa data em grande parte controle do comércio de escravos ao longo da costa. A ascensão de Abeocutá na década de 1840 criou outro poder rivalizando com o Daomé, principalmente por criar um porto seguro para as pessoas do comércio de escravos.
Pessoas iorubás notáveis que foram capturadas pelo Daomé em ataques de escravos após o colapso do Império Oió incluem Sara Forbes Bonetta (Aina), Cudjoe Lewis (Oluale Kossola), Matilda McCrear (Abake), Redoshi e Seriki Guilhermes Abass (Ifaremilekun Fagbemi).

### Portugal
O forte português em Ajudá foi destruído pelo exército do Daomé em 1743 durante a conquista da cidade, então o rei Tebessú desejou renovar as relações com Portugal. O Daomé enviou pelo menos cinco embaixadas a Portugal e ao Brasil durante os anos de 1750, 1795, 1805, 1811 e 1818, com o objetivo de negociar os termos do trato negreiro. Estas missões criaram uma correspondência oficial entre os reis do Daomé e os reis de Portugal, com troca presentes entre si. A Coroa portuguesa custeava as despesas de viagem e hospedagem dos embaixadores do Daomé, que viajavam entre Lisboa e Salvador da Bahia. As embaixadas de 1805 e 1811 trouxeram cartas do rei Adanuzam, que havia aprisionado súbditos portugueses na capital daomeana de Abomei e solicitado que Portugal traficasse exclusivamente em Ajudá. Portugal prometeu responder às suas exigências se libertasse os prisioneiros.

Uma longa e detalhada carta do rei Adanuzam, datada de 9 de outubro de 1810, mostra que ele tinha conhecimento das Guerras Napoleónicas e do subsequente exílio da família real portuguesa no Brasil, e expressou remorso por não ter conseguido ajudar a família real portuguesa durante sua guerra contra a França.
«Logo começou a chegar a notícia de que Vossa Majestade Real e toda a família real foram feitos prisioneiros dos franceses, que tomaram Lisboa, assim como do rei de Espanha. Algum tempo se passou e outra embarcação veio trazendo outra notícia de que Vossa Majestade Real e Vossa Soberana Mãe, Rainha de Portugal, partiram para a cidade da Bahia, sob a proteção da Marinha Inglesa e Portuguesa. Então mais tempo passou e outra embarcação trouxe a notícia de que vV.M. e mdirigiu ara o Rio de Janeiro, onde sabemos que o Duque de Cadaval faleceu, pelo que sinto muito e lhe dou minhas condolências...oqO ue mais sinto é não mais ser vizinho de NVssa Majestade, e não poder andar em terra firme para lhe dar uma ajuda com meu braço. Em tal meu desejo é grande, pois aqui também já travei muitas guerras no sertão.»
Depois de detalhar como derrotou o rei da nação Mahi, Adanuzam, conta aos portugueses,
«...Dê-me também notícias sobre as Guerras, e também me dê notícias sobre as guerras com a nação francesa e as outras, que me deixará feliz em saber disso.»

### Brasil
Em 1750, o Reino do Daomé enviou uma missão diplomática a Salvador, no Brasil, a fim de firmar directamente relações com a colónia portuguesa, após um incidente que levou à expulsão dos embaixadores portugueses em 1743.
Outras missões daomeanas foram enviadas ao Brasil no período de 1795 a 1805, com a finalidade de estreitar as relações com as autoridades coloniais e os colonos residentes, para garantir a preferência por escravos do Daomé e não de seus rivais". Também consta (consta) que em 1823 o reino do Daomé reconheceu formalmente a independência do Brasil,  tornando-se uma das primeiras unidades políticas no mundo a fazê-lo.
O comércio transatlântico de escravizados entre o Brasil e Daomé permaneceu intenso mesmo com a pressão do Reino Unido para o seu fim. Ex-escravizado e posteriormente um grande mercador de escravos na região onde se localizada Daomé, o baiano Francisco Félix de Sousa tornou-se uma figura politicamente influente naquele reino após a ascensão de Guezô ao trono daomeana, tendo sido lhe concedido o título honorífico de Chachá, de vice-rei de Ajudá e o monopólio na exportação de escravos.

### Reino Unido
O Daomé tornou-se alvo da campanha antiescravagista do Império Britânico durante o século XIX. Os britânicos enviaram missões diplomáticas ao Daomé em um esforço para convencer o rei Guezô a abolir o sacrifício humano e o comércio de escravos. Guezô não cedeu imediatamente às demandas britânicas, mas tentou manter relações amistosas com os britânicos, encorajando o crescimento de um novo comércio de óleo de palma. Em 1851, a Marinha Real impôs um bloqueio naval contra o Daomé, obrigando Guezô a assinar um tratado em 1852 que aboliu imediatamente a exportação de escravos. No entanto, o tratado foi quebrado e os esforços de comércio de escravos foram retomados em 1857 e 1858. O historiador Martin Meredith cita Guezô dizendo aos britânicos:
"O comércio de escravos têm sido o princípio dominante do meu povo. É a fonte de sua glória e riqueza. Suas canções celebram suas vitórias e a mãe embala a criança para dormir com notas de triunfo sobre um inimigo reduzido à escravidão."
Durante uma missão diplomática ao Daomé em 1849, o capitão Frederick E. Forbes da Marinha Real recebeu uma menina escravizada (mais tarde chamada de Sara Forbes Bonetta) do rei Guezô como um "presente", que mais tarde se tornaria afilhada da rainha Vitória.

### Estados Unidos
Durante a Revolução Americana, as rebeldes Colónias Unidas proibiram o comércio internacional de escravos por uma variedade de razões económicas, políticas e morais, dependendo da colónia. Após o fim da revolução, o então presidente dos E.U.A., Thomas Jefferson, assinou a Lei de Proibição da Importação de Escravos, em 1807, que proibiu federalmente o comércio internacional de escravos, embora a própria escravidão doméstica persistisse até a Guerra Civil Americana. Assim, os Estados Unidos nunca estabeleceram relações diplomáticas formais com o Reino do Daomé. O o último navio negreiro conhecido que navegou para os Estados Unidos de forma secreta e ilegal importou um grupo de 110 escravos do Daomé, adquiridos muito depois da abolição do tráfico negreiro. A história foi mencionada no jornal The Tarboro Southerner em 14 de julho de 1860. Em 9 de Julho de 1860, uma escuna chamada Clotilda, capitaneada por Guilherme Foster, chegou à baía de Mobile, Alabama, carregando o último carregamento conhecido de escravos para os Estados Unidos. Em 1858, um americano chamado Timóteo Meaher fez uma aposta com conhecidos que, apesar da lei proibindo o comércio de escravos, ele conseguiria trazer com segurança uma carga de escravos da África. Construiu o navio negreiro Clotilda e enviou Guilherme Foster a capitaneá-lo para comprar escravos africanos.

O capitão Guilherme Foster chegou a Ajudá, um porto costeiro do Daomé, e comprou 110 escravos. Descrevendo como chegou à posse dos escravos, ele escreveu no seu diário em 1860:
«De lá fui ver o rei do Daomé. Tendo negociado agradavelmente com o príncipe, fomos aonde eles tinham quatro mil prisioneiros em estado de nudez, de que me deram a escolher cento e vinte e cinco como oferta pessoal e que foram marcados para mim, os quais eu segreguei preventivamente, após o que começou outra carga de negros, garantindo a bordo cento e dez.»
Zora Neal Hurston escreveu sobre suas entrevistas com Oluale Kossola, o último sobrevivente do Clotilda, em seu livro Barracoon. Um descendente notável de um escravo deste navio é Ahmir Khalib Thompson, um artista musical americano conhecido como Questlove. A história de Thompson é retratada no programa de televisão da PBS, Finding Your Roots.

### França
Em 1894, o último rei do Daomé, Beanzim, entregou sua pessoa a Alfred-Amédée Dodds. Em 1861, o reino de Porto-Novo, um dos tributários do Daomé, foi atacado pela Marinha Real Britânica, que participava de patrulhas antiesclavagistas. Porto-Novo pediu proteção à França e, como resultado, tornou-se um protetorado francês em 1863. No entanto, esse status foi rejeitado pelo rei Beanzim, que ainda declarou Porto-Novo tributário do Daomé. Outra questão polêméca era o status de Cotonu, um porto que os franceses acreditavam estar sob seu codomínio r causa de um tratado assinado pelo representante do Daomé em Ajudá. O Daomé também ignorou todas as reivindicações francesas e continuou a cobrar a alfândega do porto. Essas disputas territoriais se transformaram na Primeira Guerra Franco-Daomeana em 1890, resultando na vitória francesa. O Daomé foi forçado a assinar um tratado entregando Porto-Novo e Cotonu aos franceses. No entanto, Daomé mais tarde voltou a invadir a área e desconsiderou as reclamações francesas, desencadeando a Segunda Guerra Franco-Daomeana em 1892. O reino foi derrotado em 1894, foi anexado ao Império Colonial Francês como Daomé Francês e o rei Beanzim foi exilado na Argélia.

## Lista de arroçus (monarcas) do Daomé
| Reinado                                        | Retrato | Arroçu                   | Notas |
| ---------------------------------------------- | ------- | ------------------------ | --- |
| Reino de Abomei                                |         |                          | |
| c. 1600                                        |         | Do-Aklin ou Gangnihessou | Líder fon do Platô de Abomei. |
| c. 1625 a 1645                                 |         | Dacodonu                 | Fundador do Reino de Abomei e idealizador da construção do palácio real. |
| Reino do Daomé                                 |         |                          | |
| 1645 a 1685                                    |         | Uebajá                   | Considerado como o primeiro rei do Reino do Daomé. |
| 1685 a 1716                                    |         | Acabá                    | |
| 1716 a 1718                                    |         |                          | Arrambê foi a líder do Daomé por um curto período de tempo entre a morte de Acabá e a ascensão de Agajá. Pesquisadores argumentam que há uma evidência clara que sugere que Arrambê realmente reino por um período, mas não é claro se foi por três meses ou três anos. Ela não é incluída em nenhuma lista dos líderes do Daomé. |
| 1718 a 1740                                    |         | Agajá                    | Apelidado de "O Conquistador". |
| 1740 a 1774                                    |         | Tebessú                  | |
| 1774 a 1789                                    |         | Penglá                   | |
| 1789 a 1797                                    |         | Agonglô                  | |
| 1797 a 1818                                    |         | Adanuzam                 | Excluído da maioria das listas de monarcas do Daomé. |
| 1818 a 1858                                    |         | Guezô                    | |
| 1858 a 1889                                    |         | Glelê                    | |
| 1889 a 1894                                    |         | Beanzim                  | Último rei independente do Daomé, reinou durante a Primeira Guerra Franco-daomeana (1890) e a Segunda Guerra Franco-daomeana (1892 a 1894). |
| 1894 a 1900                                    |         | Agoliabô                 | Selecionado ao cargo quando os franceses invadiram o Daomé. |
| Líderes cerimonias                             |         |                          | |
| 1900 a 1940                                    |         | Agoliabô                 | Reinou em exílio com restrições da França. |
| 1940 a 1948                                    |         | Aidodô                   | |
| 1948 a 1983                                    |         | Toni-Arruçu              | |
| 1986 a 1989                                    |         | José Langanfin           | |
| 30 de setembro de 1989 a julho de 2018         |         | Agoliabô Dejalani        | Desde 2000, Huedoni Beanzim vêm fazendo reivindicações para a posição de rei. Seguido da morte de Agoliabô Dejalani, não houve nenhum rei titular no reino do Daomé por 8 meses. |
| 22 de janeiro de 2000 a 30 de dezembro de 2012 |         | Huedoni Beanzim          | Rival de Agoliabô Dejalani para a posição de rei durante suas reivindicações. |
| 12 de janeiro de 2019 a 17 dezembro de 2021    |         | Dá Sabaju Glelê          | Eleito pelos nobres daomeanos. |
| Desde 22 de janeiro de 2022                    |         | Jorge Collinet Beanzim   | |

O Reino do Daomé se tornou um elemento central nas rotas comerciais atlânticas, especialmente no comércio de escravos ao estabelecer relações comerciais com  as metrópoles coloniais, , como Portugal e França, influenciando a sua economia e estrutura social.  Sua localização na costa oeste da África, permitiu que o reino se tornasse um ponto de encontro entre comerciantes africanos e europeus.
A aliança comercial com os europeus era crucial para a prosperidade do Reino de Daomé, permitindo que o reino negociasse não apenas escravos, mas também outros produtos, como a palha de dendê e marfim, gerando um intercâmbio entre as culturas.

## Relações Transatlânticas e diplomacia
As relações diplomáticas que Daomé estabeleceu com a França e a Inglaterra impactaram a política interna e externa do reino. As interações com o mundo atlântico contribuíram para a formação da identidade cultural do reino.
Através de correspondências enviadas pelos  reis do antigo Reino do Daomé (atual Benim, na África Ocidental) para autoridades portuguesas durante o comércio transatlântico de escravizados, desvenda aspectos das relações diplomáticas luso-africanas. As cartas tratam de temas como comércio, diplomacia, conflitos territoriais e resistência política. Descrevem também, alguns aspectos da vida cotidiana, crenças religiosas, estrutura social, organização do poder no reino africano e da voz tanto a africanos quanto a europeus.
Entre os séculos XVIII e XIX, o Reino do Daomé estabeleceu relações  diplomáticas  com as monarquias europeias devidamente registradas em cartas que  revelam também,  o contato com missionários cristãos e novas ideias vindas de fora, o comércio se baseava nas trocas de pessoas por armas, tecidos e outros produtos vindos da Europa. Além do comércio, as cartas mostram tentativas do reino de manter sua independência por meio da diplomacia, enviando mensagens a reis e autoridades europeias. Esses comércios ajudaram a formar uma rede de relações entre a África, a Europa e as Américas, mostrando que o Daomé foi um agente ativo  nas relações comerciais entre africanos e europeus neste período.
As  interações de Daomé com o Atlântico influenciaram as comunidades africanas na diáspora,  sempre a importância do reino na formação das identidades afrodescendentes.